# Драфт новачків НХЛ 2014

Драфт новачків НХЛ 2014 відбувся 27-28 червня на арені Велс Фарго Центр, що є домашнім майданчиком для команди НХЛ Філадельфія Флаєрс.
Дана церемонія стала 52-ю за ліком в історії організації. В семи раундах драфту було обрано 210 молодих хокеїстів з трьох континентів (вперше в історії на драфті обрали представника Австралії).
Під загальним першим номером було обрано уродженця Віндзора, захисника команди ОХЛ Беррі Колтс Аарона Екблада.

## Драфт-лотерея
Право першого вибору на драфті отримала команда Флорида Пантерс, а Баффало Сейбрс, котрі закінчили чемпіонат на останньому місці будуть обирати другими.

## Рейтинг гравців

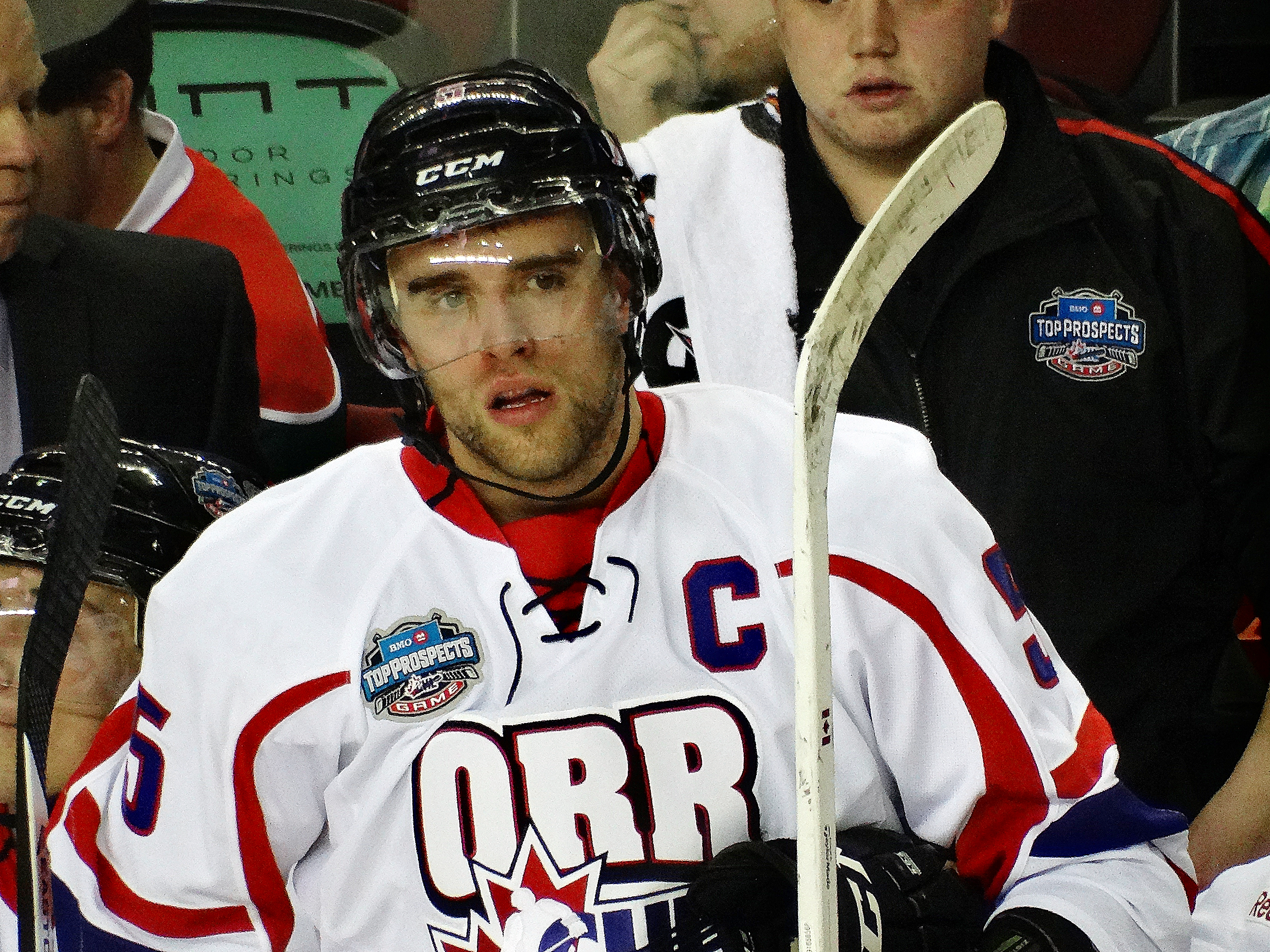
Аарон Екблад

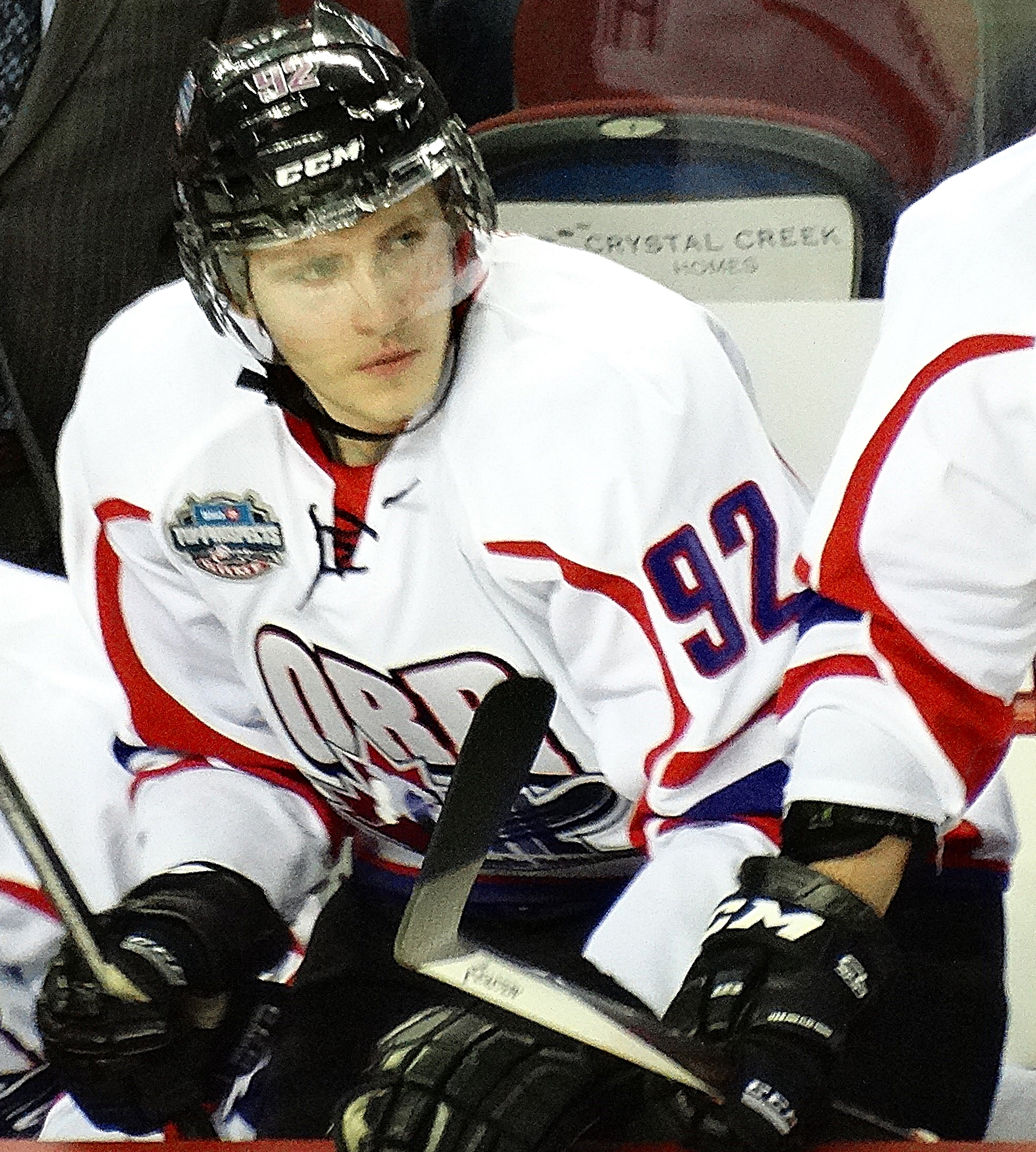
Леон Драйзайтль

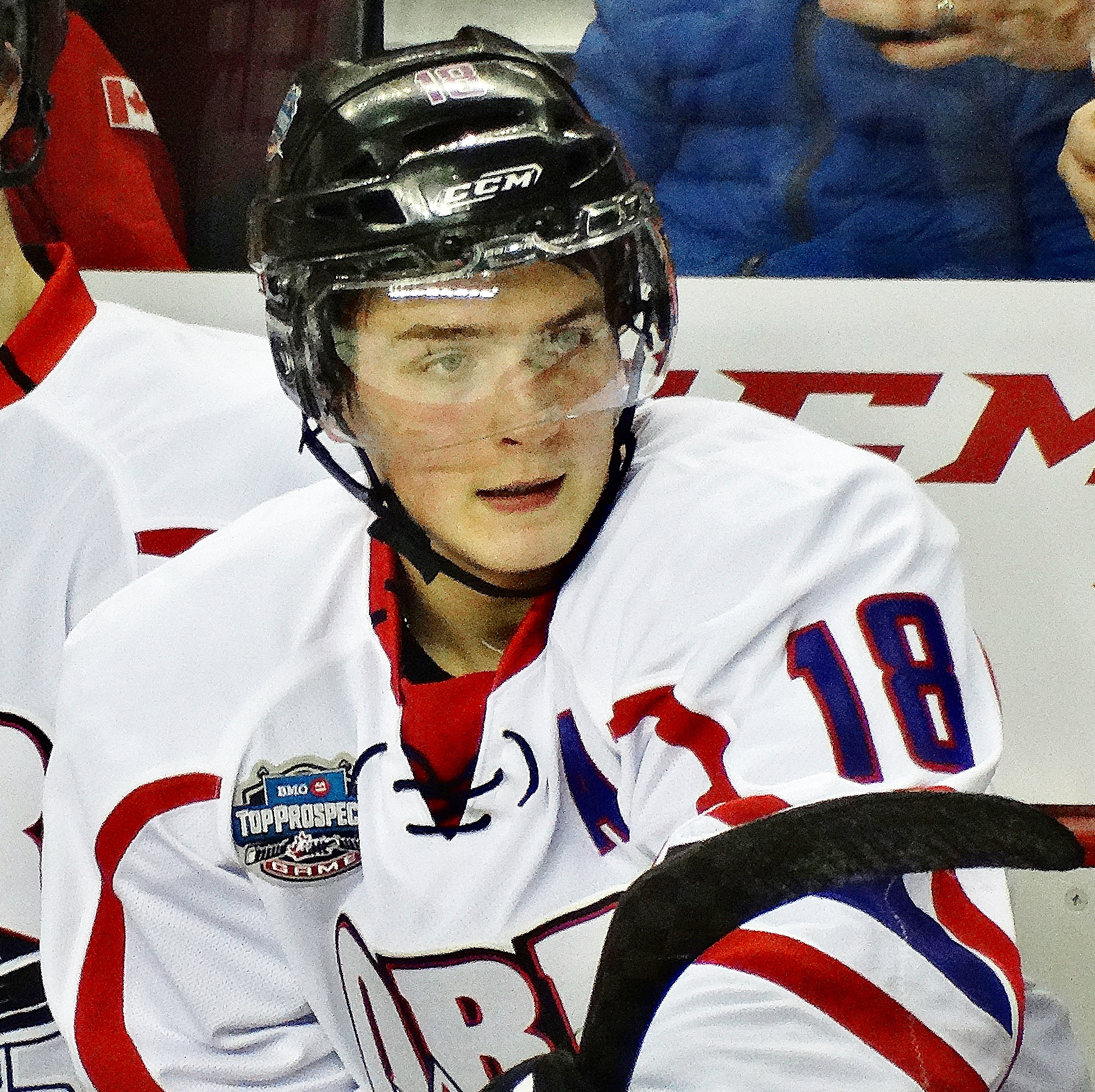
Джейк Віртанен

8 квітня центральне скаутське бюро НХЛ підготувало остаточні списки молодих хокеїстів, котрі є доступними на даному драфті. Рейтинги зіставлені для польових гравців та голкіперів, що виступають в Північній Америці та Європі відповідно.
| Рейтинг | Польові гравці з Півн. Америки | Польові гравці з Європи |
| ------- | ------------------------------ | ----------------------- |
| 1       | Сем Беннетт                    | Каспері Капанен         |
| 2       | Аарон Екблад                   | Вільям Нюландер         |
| 3       | Сем Райнгарт                   | Кевін Фіала             |
| 4       | Леон Драйзайтль                | Якуб Врана              |
| 5       | Майкл Дал Колле                | Давід Пастрняк          |
| 6       | Джейк Віртанен                 | Адріан Кемпе            |
| 7       | Ніколас Рітчі                  | Маркус Петтерсон        |
| 8       | Брендан Перліні                | Ондржей Каше            |
| 9       | Гейдн Флері                    | Себастьян Аго           |
| 10      | Джаред Маккен                  | Домінік Машин           |
| ..73    |                                | Віталій Лялька          |

| Рейтинг | Голкіпери з Півн. Америки | Голкіпери з Європи |
| ------- | ------------------------- | ------------------ |
| 1       | Тетчер Демко              | Вілле Хуссо        |
| 2       | Мейсон Макдональд         | Йонас Йоганссон    |
| 3       | Брент Моран               | Лінус Седерстрем   |
| 4       | Алекс Недельковіч         | Каапо Канконен     |
| 5       | Кевін Райх                | Ілля Сорокін       |

## Перший раунд
| №  | Гравець (амплуа)     | Національність | Команда НХЛ                                         | Попередня команда              |
| -- | -------------------- | -------------- | --------------------------------------------------- | ------------------------------ |
| 1  | Аарон Екблад (З)     | Канада         | Флорида Пантерс                                     | Беррі Колтс (ОХЛ)              |
| 2  | Сем Райнгарт (Ц)     | Канада         | Баффало Сейбрс                                      | Кутенай Айс (ЗХЛ)              |
| 3  | Леон Драйзайтль (Ц)  | Німеччина      | Едмонтон Ойлерс                                     | Принс-Альберт Рейдерс (ЗХЛ)    |
| 4  | Сем Беннетт (Ц)      | Канада         | Калгарі Флеймс                                      | Кінгстон Фронтенакс (ОХЛ)      |
| 5  | Майкл Даль Колле (Л) | Канада         | Нью-Йорк Айлендерс                                  | Ошава Дженералс (ОХЛ)          |
| 6  | Джейк Віртанен (П)   | Канада         | Ванкувер Канакс                                     | Калгарі Гітмен (ЗХЛ)           |
| 7  | Гайдн Флері (З)      | Канада         | Кароліна Гаррікейнс                                 | Ред-Дір Ребелс (ЗХЛ)           |
| 8  | Вільям Нюландер (П)  | Швеція         | Торонто Мейпл-Ліфс                                  | МОДО (ШХЛ)                     |
| 9  | Ніколай Елерс (Л)    | Данія          | Вінніпег Джетс                                      | Галіфакс Мусгедс (ГЮХЛК)       |
| 10 | Нік Рітчі (Л)        | Канада         | Анагайм Дакс (від Оттави)1                          | Пітерборо Пітс (ОХЛ)           |
| 11 | Кевін Фіала (Ц)      | Швейцарія      | Нешвілл Предаторс                                   | ГВ-71 (ШХЛ)                    |
| 12 | Брендан Перліні (Л)  | Канада         | Аризона Койотс                                      | Ніагара Айсдогс (ОХЛ)          |
| 13 | Якуб Врана (Ц)       | Чехія          | Вашингтон Кепіталс                                  | Лінчепінг (ШХЛ)                |
| 14 | Юліус Хонка (З)      | Фінляндія      | Даллас Старс                                        | Свіфт-Керрент Бронкос (ЗХЛ)    |
| 15 | Ділан Ларкін (Л)     | США            | Детройт Ред-Вінгс                                   | США Ю-18 (ХЛСШ)                |
| 16 | Сонні Мілано (Л)     | США            | Колумбус Блю-Джекетс                                | США Ю-18 (ХЛСШ)                |
| 17 | Тревіс Сангейм (З)   | Канада         | Філадельфія Флаєрс                                  | Калгарі Гітмен (ЗХЛ)           |
| 18 | Алекс Тач (П)        | США            | Міннесота Вайлд                                     | США Ю-18 (ХЛСШ)                |
| 19 | Ентоні Діенджело (З) | США            | Тампа-Бей Лайтнінг                                  | Сарнія Стінґ (ОХЛ)             |
| 20 | Нік Шмальтц (Ф)      | США            | Чикаго Блекгокс (від Сан-Хосе)2                     | Грін Бей Гемблерс (ХЛСШ)       |
| 21 | Роббі Фаббрі (Ц)     | Канада         | Сент-Луїс Блюз                                      | Гвелф Сторм (ОХЛ)              |
| 22 | Каспері Капанен (Ф)  | Фінляндія      | Піттсбург Пінгвінс                                  | КалПа (СМ-ліга)                |
| 23 | Коннер Блеклі (Ц)    | Канада         | Колорадо Аваланч                                    | Ред-Дір Ребелс (ЗХЛ)           |
| 24 | Джаред Маккен (Ц)    | Канада         | Ванкувер Канакс (від Анагайму)3                     | Су Сейнт Мері Ґрейгаундс (ОХЛ) |
| 25 | Давід Пастрняк (Л)   | Чехія          | Бостон Брюїнс                                       | Седертельє (Аллсвенскан)       |
| 26 | Микита Щербак (П)    | Росія          | Монреаль Канадієнс                                  | Саскатун Блейдс (ЗХЛ)          |
| 27 | Микола Голдобін (П)  | Росія          | Сан-Хосе Шаркс (від Чикаго)2                        | Сарнія Стінґ (ОХЛ)             |
| 28 | Джош Хо Санґ (Ц)     | Канада         | Нью-Йорк Айлендерс (від Рейнджерс через Тампа-Бей)4 | Віндзор Спітфаєрс (ОХЛ)        |
| 29 | Адріан Кемпе (Л)     | Швеція         | Лос-Анджелес Кінгс                                  | МОДО (ШХЛ)                     |
| 30 | Джон Кенневіль (Ц)   | Канада         | Нью-Джерсі Девілс5                                  | Брендон Віт Кінгс (ЗХЛ)        |

1. «Анагайм» отримав даний вибір у результаті обміну від 5 липня 2013 року, в котрому права на Боббі Райана перейшли «Оттаві» в обмін на Якуба Сілфверберга, Стефана Ноесена та цей вибір.
2. «Чикаго» отримав даний вибір у результаті обміну із «Сан-Хосе» від 27 червня 2014. «Яструби» віддали свої вибори в першому та третьому (раніше належав Флориді) раундах цього драфту, отримавши від «акул» вибори в першому та шостому (раніше належав Рейнджерам) раундах драфту 2014 року.
3. «Ванкувер» отримав даний вибір у результаті обміну від 27 червня 2014-го. Права на Райана Кеслера та вибір у третьому раунді драфту-2015 перейшли Анагайму в обмін на Ніка Боніно, Луку Сбісу та вибір в третьому раунді драфту-2014, а також цей вибір.
4. Айлендерс отримали даний вибір віддавши свої два вибори (один з них належав Монреалю) у другому раунді драфту-2014 Тампа-Бей.
Раніше Тампа-Бей отримала цей вибір від Рейнджерс у результаті обміну від 03.05.2014. Рейнджерам перейшли права на Мартіна Сан-Луї, а «блискавки» отримали права на Райана Келагена, вибір у першому раунді драфту-2015, та умовний вибір на драфті 2014. Оскільки умова, а саме потрапляння Рейнджерів у фінал Східної Конференції розіграшу кубка Стенлі здійснилася, Тампа-Бей отримала вибір у першому раунді драфту-2014.
5. Нью-Джерсі обирали останніми в першому раунді драфту, оскільки були покарані за махінації при підписанні контракту з Іллею Ковальчуком.

## Наступні раунди
| №  | Гравець (амплуа)     | Національність | Команда НХЛ          | Попередня команда     |
| -- | -------------------- | -------------- | -------------------- | --------------------- |
| 76 | Елвіс Мерзлікінс (В) | Латвія         | Колумбус Блю-Джекетс | Лугано (НЛА)          |
| 79 | Брейден Пойнт (ЦН)   | Канада         | Тампа-Бей Лайтнінг   | Мус-Джо Воріорс (ЗХЛ) |
| 89 | Натан Вокер (Н)      | Австралія      | Вашингтон Кепіталс   | Герші Берс (АХЛ)      |